# Melissa Rosenberg
Melissa Anne Rosenberg, född 1962, är en amerikansk manusförfattare och producent. Hon har arbetat inom både film och tv och har varit nominerad för en Emmy Award och två Writers Guild of America Awards.
Hon har bland annat varit med och skrivit tre avsnitt av OC och åtta avsnitt av Dexter. Hon är även känd för att hon har skrivit Twilight-manuset. Hon har också skrivit manuset till New Moon (Twilight 2), Eclipse (Twilight 3) och Breaking Dawn (Twilight 4). Hon har även skapat, skrivit och producerat serierna Red Widow och Jessica Jones.